# Carl Vinson
Carl Vinson (ur. 18 listopada 1883 w hrabstwie Baldwin, zm. 1 czerwca 1981 w Milledgeville) – amerykański polityk, członek Partii Demokratycznej. Przez ponad 50 lat (1914–1965) zasiadał w Izbie Reprezentantów jako przedstawiciel Georgii. Jego imieniem nazwano lotniskowiec United States Navy – USS "Carl Vinson" oraz szczyt Masyw Vinsona.